# Статут средњовековног Котора
Статут града Котора (lat.Statuta civitatis Cathari) је свеобухватни правни текст, који је издат од стране самоуправног града Котора у средњем веку. Статут је садржао норме обичајног права, опште право ( ius commune), kao и прописе градских органа. Ти прописи су углавном регулисали само основне елементе разних грана права. Штампање статута је почело 1616. године у Котору.

## Историјат
Градови на источној обали Јадрана су добили своје статуте у 13. и 14. веку. Они су регулисали правне односе у друштву, служили су као инструмент владања, изражавали су заједницу грађана и били симбол њихове аутономије. Иако ти средњовековни статути више нису на снази, у неким градовима они су сачувани као правни споменици. Сачувани су статути Дубровника, Котора, Будве и Скадра, а поуздано се зна да су Бар и Улцињ такође имали своје статуте.
Иако прво штампано издање статута датира из 17. века, одлуке намењене да се трајно поштују су настале много раније, неке датирају из 12. века. Књига Статута склопљена је у првој деценији 14. века, најстарије датиране одлуке су из 1301. године. Статут је уређиван и допуњиван све до 1425. године. Садржао је старе статутарне одлуке, али су и донесене и нове одлуке које су биле у складу са потребама градског живота и ситуацијама које је требало правно регулисати. Те одлуке које су касније донете да би допуниле или мењале одлуке из ранијих времена, су груписане у две целине, једну која је настала у времену которске самосталности (1384—1420) и другу која је садржала одлуке из периода млетачке владавине (1421—1444).
Одлука о штампању Статута донета је одмах по доласку ректора Ивана Делфина и то 27. октобра 1614. године на заједничкој седници Малог (Тајног) већа и Великог већа, у присуству ректора, тројице судија и 36 чланова Већа.
Позитивна одлука о штампи Статута на рачун Которске комуне, донета је у Малом већу једногласно, док је у Великом већу прихваћена са 30 гласова за и 6 гласова против. Редактори су завршили са припремама текста за штампу релативно брзо и коректор је 3. јуна 1616. године завршио коректуру, што значи да је упоређивање штампаног текста са рукописом преписа оригинала било готово.
Пронађена су четири сачувана рукописа Статута, један у библиотеци породице Капор на Корчули, други у библиотеци Марћана у Венецији, трећи у Свеучилишној књижници у Загребу, и четврти у Богишићевој библиотеци у Цавтату.

## Подела Статута
Редактори Которског статута поделили су излагање правне материје на четири јасно изложене целине.
Први део статута је временски најстарији и најобимнији, састоји се од једне правне целине која нема своју насловну страну, него одмах почиње одлуком о начину избора градских судија ("De constitutione iudicum civitatis Cathari"), али ипак, изнад текстова на следећих 275 пагинираних страна налази се један исти, заједнички наслов "Статут и закони града Котора" ("Statuta et leges Civitatis Cathari"). (страна оригинала 1-275)
Свака одлука у статуту је означена као глава, статут броји 440 глава. Последња 440. глава (страна оригинала 270-274) није статутарна одлука већ представља италијански превод познате фалсификоване повеље - пресуде са потписом цара Душана. Та повеља је била веома важна за Котор, сматрали су је правним основом поседовања своје територије.
Овај први део статута се завршава овером которског ректора Михаела Ема 24. августа 1491. године. Најстарија глава првог дела потиче из 1301. године, а најмлађа из 1425. године.
Што се тиче повезаности предмета, гране права јесу повезане у групе али нису доследно формулисане у Статуту. Пре свега су поређане групе чланова о избору органа и служби, потом следи група чланова са заклетвама, па одредбе о суђењу, затим породично и имовинско право, комунални ред и кривично право, али у свим тим елементима нема доследности, дешава се низ глава посвећене једној материји и потом убачена нека глава која нема везе са том материјом.
Други део статута носи назив "Изгласане одлуке"  ("Partes Capte") (страна оригинала број 277-312) и обимски је доста мања правна целина, садржи 39 глава и чине је одлуке которских Већа са законском снагом, које су донесене у време када је Котор био под влашћу босанског краља Твртка I односно од 1383. до 1420. године.
Трећи део статута чине пет документа о преговорима и условима о предаји града Котора Венецији (страна оригинала број 313-343).
Дана 2. фебруара 1420. године которски кнез, судије, Мало и Велико веће су након неколико дана заседања дали пуномоћје градском нотару, канцелару и секретару Антонију Пукацију да у Венецији склопи уговор о предаји Котора. Пукци је 8. марта пред властима у Венецији усмено изнео захтев Котора, као и ситуације које су тада постојале у Котору, тада је начелно та понуда прихваћена, али је Венеција захтевала да се састави писмени билатерални уговор. Формално-правни млетачки документ је израђен 15. марта, а дан касније је опуномоћен нотар Иван од Лужа да у Котору ратификује уговор, прими заклетву верности и присуствује подизању заставе св. Марка. Тај поступак је званично спроведен 13. маја 1420. године када је Тајно веће ратификовало уговор о прихватању млетачке власти и тада од тог тренутка формално-правно почиње млетачка владавина Котором.
Четврти део статута, и по форми и садржају представља наставак "Усвојених одлука" из периода самосталности. Одлуке у овом делу се не разликују превише од оних које су раније донесене, изузев тога што свака одлука овде има датум, поштован је хронолошки ред и главе су добиле редне бројеве. Овај део садржи 52. главе изгласаних законских одлука у Которском Великом већу током првих 24 година млетачке владавине (1420—1444) (страна оригинала број 345-436). Што се тиче одлука, у њима се понављају старе теме, виногради, тестаменти, мирази, суђење, патронатско право, важност нотарских исправа, забрана коцке, јавни ред... Међутим има и одлука којима се регулишу новонастали односи у друштву, на пример 1442. године када је прописано обавезно наоружавање грађана. Предмет законске регулативе постају и светковине.
Прва глава у четвртом делу носи датум 2. фебруар 1421. године, док је последња донета 23. априла 1444. године.